# Cupronichel

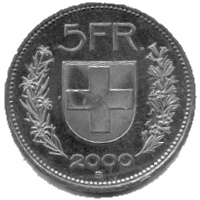
Franc elvețian fabricat din cupronichel

Cupronichel (CuNi) este un aliaj al cuprului care conține nichel și alte elemente, precum fier și mangan. Conținutul de cupru variază de la 60 până la 90%. Prezintă o rezistență crescută la coroziune, astfel că acest aliaj prezintă o bună rezistență la acțiunea apei sărate.